# 錫安國家公園
錫安國家公園（英語：Zion National Park，亦被譯為宰恩国家公园）是一個位於美國西南部猶他州斯普林代爾附近的國家公園。這個佔地共229平方英里（593平方公里）的國家公園的首要景點是錫安峽谷，長15英里（24公里），並且有半英里（800米）深，其紅色與黃褐色的納瓦霍砂岩（Navajo Sandstone）被維琴河（Virgin River）北面支流所分割。其他著名特色有白色大寶座（Great White Throne）、棋盤山壁群、科羅布拱門（Kolob Arch）、三聖父與維琴河隘口（Virgin River Narrows）等。錫安與科羅布峽谷地帶的地質包含了九個意味著由150,000,000年前的中生代沉積作用而成的岩層。在該段時間的不同時期，暖流、淺海、小河、池塘與湖泊、大量沙漠和乾澡的近岸環境覆蓋了此地區。與科羅拉多高原形成有關的隆起運動使得該地區由10,030,000年前開始逐漸隆起了10,000英尺（3,000米）。
人類由大約在8,000年前開始於此地區居住，那時只有小數美洲原住民家族；其中一支家族在西元300年成為了半遊牧編筐時期的阿納薩齊印第安人（Anasazi）。隨著遊牧生活的減少，這族人在500年移居至維琴河附近。另一族人，費瑞蒙人（Parowan Fremont）亦在此居住。兩族人在1300年左右神秘地消失，並且被派盧士人（Parrusits）與少數其他南方派尤特人（Paiute）亞族所取代。摩門教徒在1858年發現了這峽谷，並在1860年代初期在此定居。1909年，米鄺杜域國家保護區（Mukuntuweap National Monument）成立，以保護此峽谷，而在1919年這國家保護區被擴張並改名為錫安國家公園（錫安是古希伯來語，意為避難所或聖殿）。而科羅布（或譯口拉卜、柯洛伯，Kolob）部份在1937年被宣佈為一個獨立的錫安國家保護區，並在1956年合併至錫安國家公園。
其位於科羅拉多高原、大盆地與莫哈維沙漠地區的交界，因此具有獨特的地理環境與變化眾多的生物帶，容許更多不尋常的植物與動物種類生存。共有289種鳥類、75種哺乳類動物（包括了19種蝙蝠）、32種爬蟲類與無數品種的植物棲息於公園內的四個區域：沙漠、河岸、林地與針葉樹林。較為特出的巨型土壤動物包括了美洲獅、騾鹿與金雕，並且有重新引入的加州禿鷲與大角羊。而常見的植物品種有杜松（Juniper Pine）、槭（Boxelder）、灌木蒿與眾多不同的柳樹。

## 地理

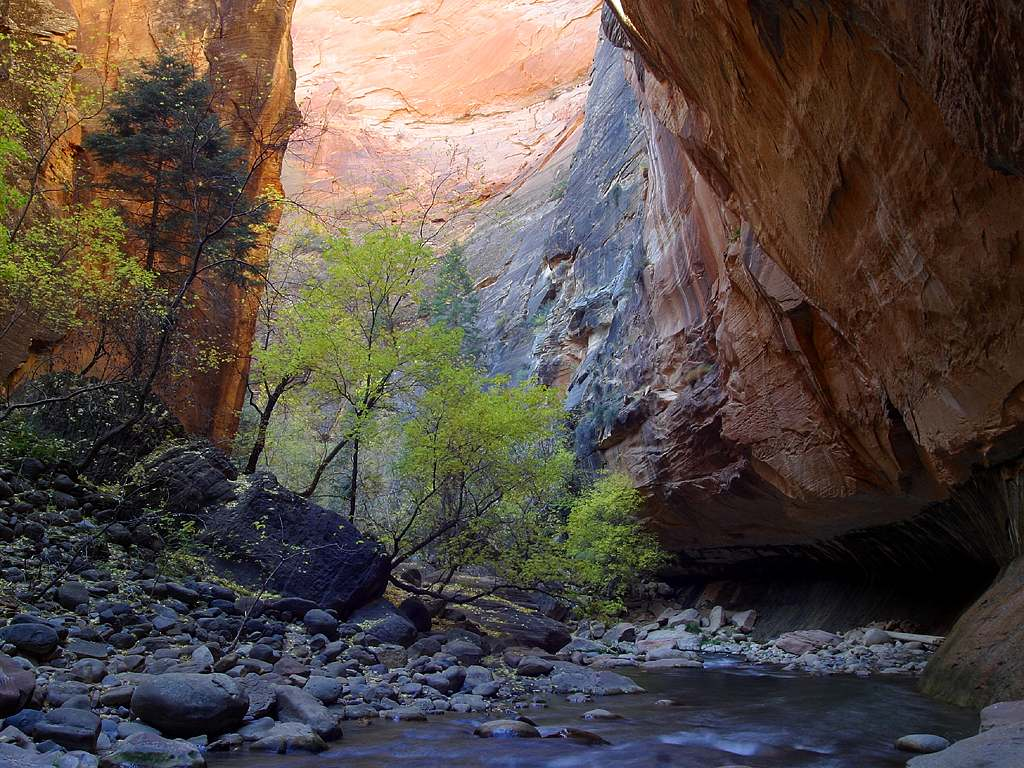
錫安峽谷

公園位於猶他州西南部，横跨華盛頓縣、艾昂縣與凱恩縣。地貌描述上，其位於麥格頓高原（Markagunt）與科羅布高原，處於三個北美洲地理區域交界：科羅拉多高原、大盆地與莫哈維沙漠。此公園的北部是科羅布峽谷、可通过十五號州際公路，第40个出口到達。
公園裡的最高峰為馬場山（Horse Ranch Mountain），其頂峰高8,726英尺（2,660米）；而最低點則為處海拔3,666英尺（1,117米）的煤礦窪地（Coal Pits Wash），從而產生了大約5,100英尺（1,500米）的起伏。
這地圖的小河有著長方形的流徑，因為其依著岩石的接合平面（jointing planes）流動。維琴河的源頭位於9,000英尺（2,700米）高處，而其會流入距米德湖（Lake Mead）200英里（320公里）遠的東南方，此處較源頭低8,000英尺（2,400米）。這使得維琴河的河流坡度達每英里50至80英尺（千分之九至十五）；這是北美洲其中一條最陡峭的川流。
春天的天氣難以預測，暴風雨與潮濕的日子最為常見，有時亦會有暖和與晴朗的天氣。三月份的降水量最多。春天的野花由四月開至七月，而在五月中最為盛放。秋天的白天通常較為晴朗與暖和；而晚上則較清涼。而夏天的白天則較熱（95 °F至110 °F; 35 °C至43 °C），但在晚上則通常會降至較舒適的溫度（65 °F至70 °F; 18 °C至21 °C）。在七月中至九月初通常會有午間雷暴雨。暴風雨可能亦會製造瀑布與山洪暴發。在高原地帶的樹葉顏色在九月開始轉變；而在錫安峽谷，樹葉顏色則在十月尾改變。錫安峽谷的冬天較為溫和，由十一月持續至明年三月。冬季暴風雨帶來雨水或輕微的降雪至錫安峽谷，但較高海拔地區則會降大雪。晴朗的白天可能會十分暖和，達60 °F（16 °C）；而晚上則通常會低至20 °F至40 °F（−7 °C至4 °C）。冬季暴風雨能夠持續數天並使道路被冰封。錫安的道路大部份為已舖設好的柏油或水泥路，但科羅布階梯道路（Kolob Terrace Road）則除外，其會在冬天關閉。

### 公園的著名地理特色
- 維琴河隘口
- 翡翠池（Emerald Pools，圖片）
- 天使降臨（Angels Landing，圖片、圖片）
- 白色大寶座（The Great White Throne，圖片）
- 三聖父（The Three Patriarchs，圖片）
- 科羅布拱門，一個偏辟的懸崖拱門

## 人類歷史

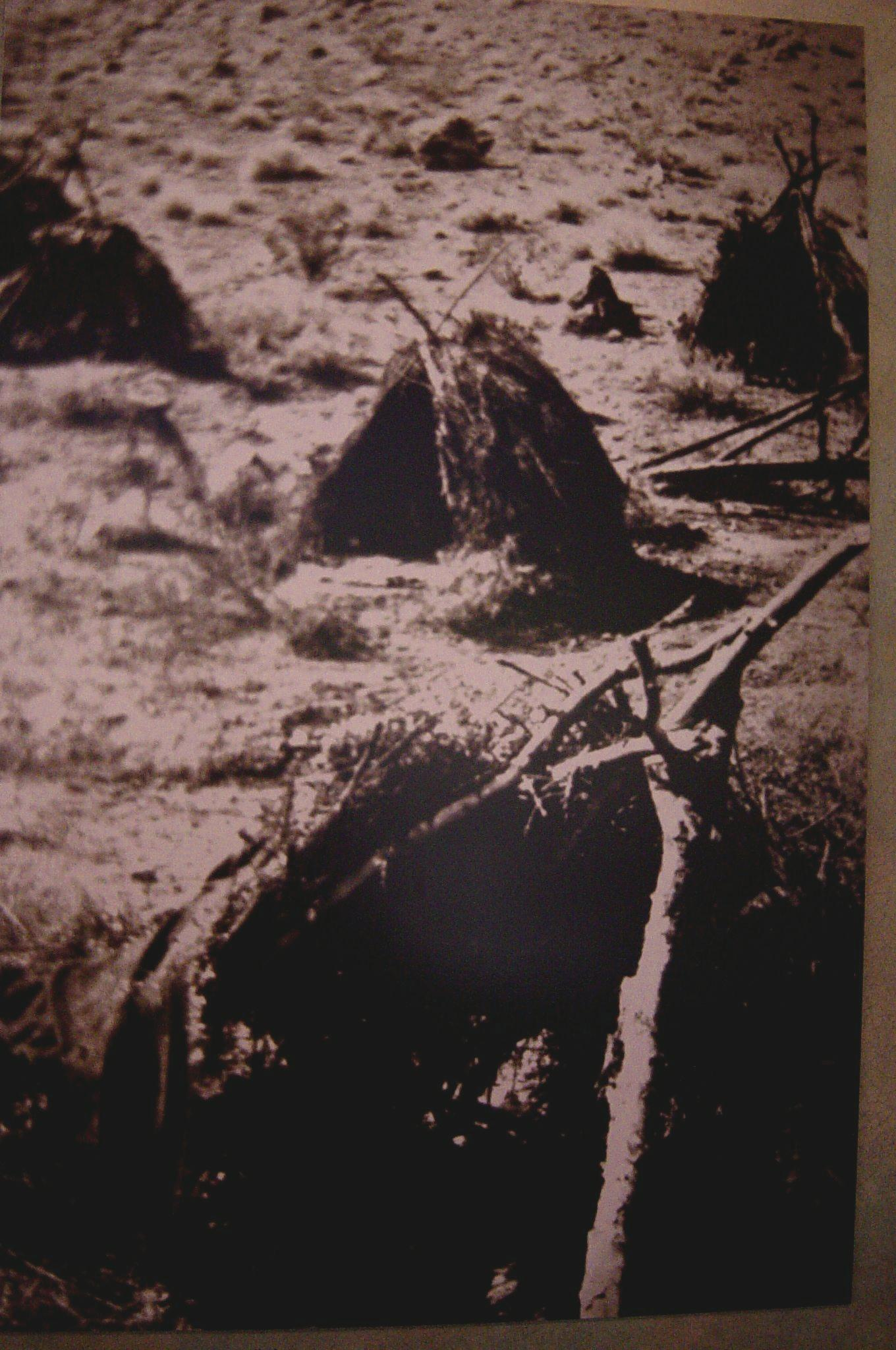
曾居於此地的南派尤特人族群所居住的康屋（Kaun huts）。

考古學家將錫安的人類歷史分為四個文化時期，每個時期均有著獨特的科技與社會結構。

### 史前時期
人類存在的最原始證明可追溯至8,000年前，其時此地有著小型的家庭群落，並進行著狩獵及採集活動。在大約2,000年前，部份家庭開始種植玉米及其他農作物，並從此定居於此。過了不久，這些家庭聚居起來，建立起被稱作普韋布洛（pueblo）的村莊。考古學家稱此時期為古風時期，直至西元500年才結束。此時期的籃、索網及絲蘭纖維涼鞋等遺跡已被發掘。此外，薄片石刀、鑽及鏢頭等古工具亦出土了。鏢頭上有接連木桿的痕跡，故應為標槍，考古學家稱之為「阿特拉托」（atlatl）。
在300年左右，部份古部落演變為半遊牧的阿納薩齊文化（Anasazi）的分支，即編筐文化（Basketmakers）。編筐人聚居地通常有著以石或空樹幹製成的石箱（cists）與淺灘，部份亦有著地窖屋（pithouses）。在僅有有限的農業的情況下，其居民多為獵人及採集者，以補充食糧，而局部地區採集的松果則是一種重要的食物及貿易品。

### 原史時期
在阿納薩齊與費瑞蒙印第安人離去後，派盧士人及少數南方派尤特人亞族定居於錫安峽谷南方的維琴河谷達數百年之久。據傳統與部份考古學證據顯示，其為維琴河阿納薩齊印第安人的努米克語親戚。在這段被稱作新古風時期的期間，派盧士人會季節性地在河谷的上下遊處遷移，以搜索野生種子及堅果。部份人則會進行農耕與狩獵活動以補充其糧食。
有證據顯示，派盧士人對錫安峽谷內的巨型獨石與激流極為崇拜。其亦相信巨型獨石通由與岩石、動物、水及植物的溝通，掌控了其家園處的水流與發展。今天南派尤特人族群仍經常至公園內進行宗教儀式及採集植物。

### 歷史時期

#### 早期探索
其信史時期自18世紀始，其時具有歐美裔（Euro-American）血統的拓荒者來到南猶他洲開拓並定居。多明格斯（Dominguez）與埃斯卡蘭特（Escalante）兩位教士於1776年10月13日通過今天的科羅布峽谷訪客中心附近地帶，成為首批踏足此地區的白人。在1826年，皮毛商人安德伍（Jedediah Smith）為了探尋前往加里福利亞的通道，率領著十六人前往此地探索。其與其他由新墨西哥前來的商人開拓了舊西班牙小徑（Old Spanish Trail）這一貿易路線，其中一段路程是沿著維琴河畔而行。弗雷蒙（John C. Fremont）艦長亦有寫及其於1844年在此地區的旅程。

#### 摩門教的開拓者與鮑威爾探險
在1850年代，摩門教農民與棉花業者由鹽湖城一帶來到維琴河畔定居，定為首批定居於此的白人。在1851年，摩門教徒以在科羅布峽谷處砍伐得來的木材，於帕羅宛（Parowan）與錫達城建設其家園，並放牧牛、羊及馬。其冀望於此處覓得礦藏，並對科羅布的水源進行改道工桯，使之可以灌溉河谷下游的農作物。摩門教拓荒者將此地命名為科羅布（Kolob，摩門教中文官方譯名「口拉卜」），此字出現在摩門教經典《無價珍珠》中的《亞伯拉罕書》第三章裡，解為最近天主居住地的恒星。
在1858年，其將定居點向南擴展30英里至下維琴河畔。同年，一名南派尤特導遊帶領著年輕的摩門教傳教士與翻譯員尼法·約翰生（Nephi Johnson）來到上維琴河地帶及錫安峽谷。約翰生寫了一份對此地有利的報告，述及上維琴河盆地的農業發展潛力，並於該年終時再次來臨，以尋找維琴鎮。在1860年及1861年時，更多的定居者來到此地，並定居於羅克維爾（Rockville）與斯普林代爾（Springdale）兩鎮。然而，由河流引致的災難性洪水，特別是1861年至1862年時的特大洪流、可耕地較少以及貧乏的土壤皆使在上維琴河畔的農務活動承受著極大風險。

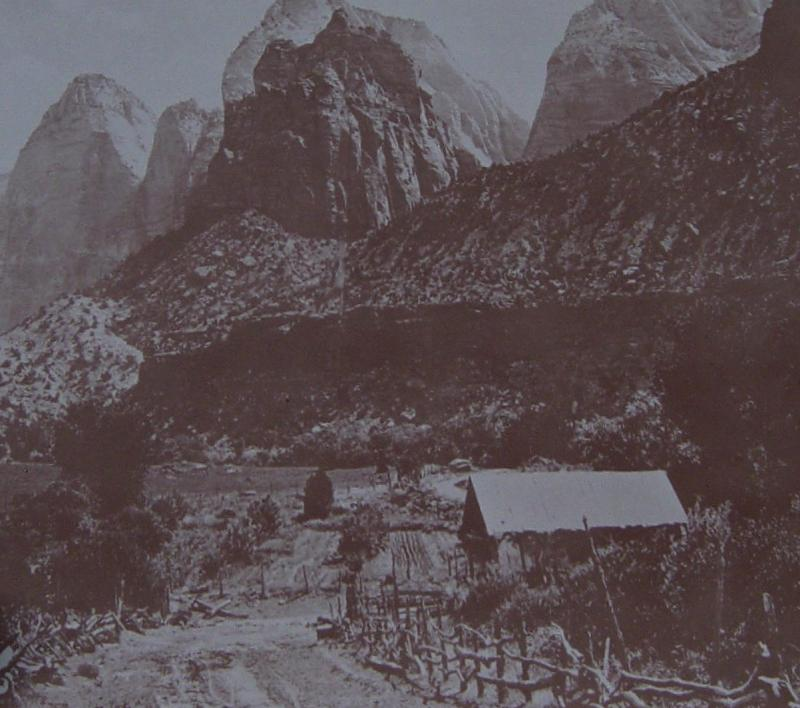
曾位於斯普林代爾方向的錫安峽谷口附近的克勞福德牧場（Crawford ranch）。

在1861年或1862年時，約瑟夫（Joseph Black）在錫安峽谷進行了艱苦的旅程並被其美麗所吸引。其關於峽谷的故事在最初時被認為是言過其實，使得其鄰居稱此峽谷為「約瑟夫之榮冠」。畢乎寧（Issac Behunin）於1863年定居於錫安峽谷底，其於該處種植穀類、菸草及果樹。畢乎寧家庭在夏天時住在今天的錫安小屋（Zion Lodge）附近，而在冬天則居於斯普林代爾。錫安之名，正是由以撒·畢乎寧據聖經裡述及的和平之地而起的。
在接下來的數年，來此定居的家庭多了兩個，並帶來了牛與其他家禽。峽谷底從此成為農地直至錫安於1909年成為國家保護區。
鮑威爾（John Wesley Powell）在完成首次大峽谷旅程後，於1869年進入此地區探險。鮑威爾於1872年9月再次進入，並沿維琴河東支流（Parunaweap Canyon）向下溯至Shunesberg鎮。其可能曾攀爬錫安峽谷，並據其印象，以派尤特語命名此地為「米鄺杜域」。同年，地質學家吉爾伯特（Grove Karl Gilbert），由於進行惠勒測勘（Wheeler Survey）的關係，沿維琴河北支流由納瓦霍湖（Navajo Lake）下溯至錫安峽谷，製作了首個有關「隘口」的傾斜紀錄。其極有可能於過程裡為此獨特的部份命名。
鮑威爾測堪時的攝影師，奚勒斯（Jack Hillers）與芬尼摩（James Fennemore），於1872年春天首次探訪了錫安峽谷與科羅布高原。奚勒斯於1873年4月重臨此地，並為「維琴河系列」相集拍攝更多的照片與立體照片。奚勒斯形容其為了拍攝這輯照片於峽谷裡跋涉了四天並近乎死亡。地質學家達頓（Clarence Dutton）製作了此地區的地圖，而畫家威廉·霍姆斯（William H. Holmes）則繪畫了此地的風景。

#### 保護與旅遊業

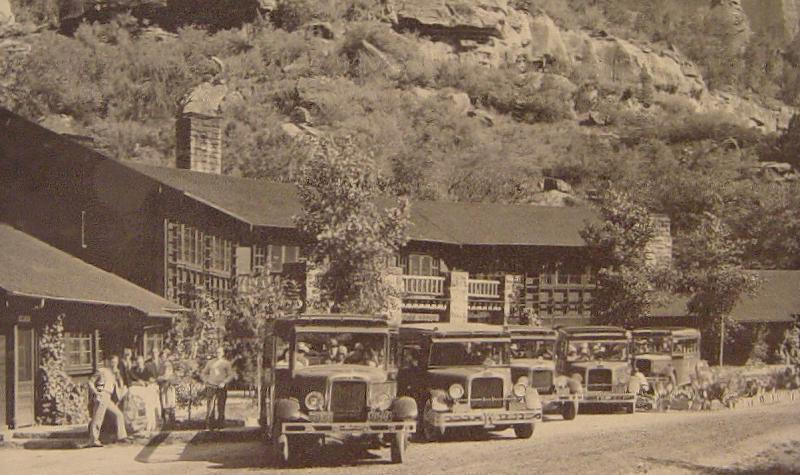
1929年時停在錫安小屋的旅遊巴士。在通往錫安的全天候高速公路開通後，此地的旅遊業高速發展。

狄倫鮑（Frederick S. Dellenbaugh）所繪的峽谷畫於1904年在聖路易斯世界博覽會裡展出，並於翌年被斯克里布納雜誌（Scribner's Magazine）所稱讚。由此，及以前所創之照片、油畫及報告，使得美國總統塔虎脱（William Howard Taft）於1909年7月31日宣布成立米鄺杜域國家保護區。在1917年，新成立的國家公園局的署理所長探訪了此峽谷，並提議更名為「錫安」，這於翌年完成。後來美國國會將其領域擴大並於1919年11月19日成立錫安國家公園。科羅布峽谷地帶則於1937年1月22日成為錫安國家保護區，最後於1956年7月11日被合併至公園內。
在其成為國家公園前，因為地處偏僻，並且缺乏住宿設施及通往南猶他州的公路，所以甚少旅客前往。舊的馬路於1910年左右開始升級為現代公路，而通往錫安峽谷的大道亦於1917年建成，最遠達到哥洛多（Grotto）。

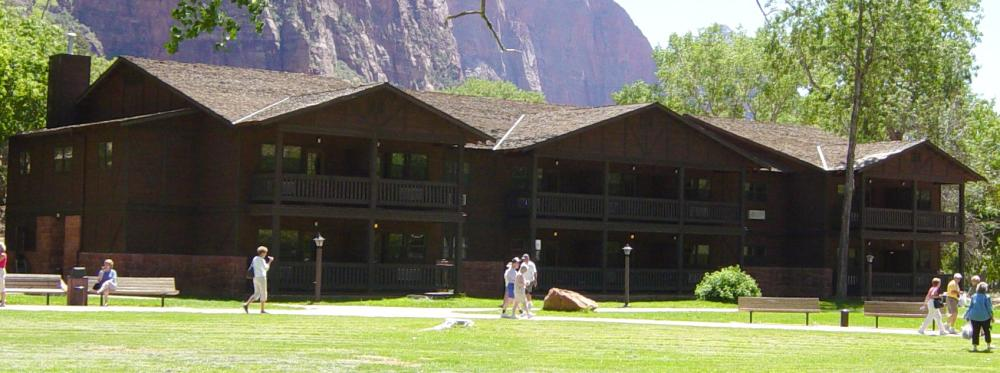
1968年大火時未被波及的西部小屋

由1917年夏天開始，旅遊車可以抵達錫安峽谷，與此同時，魏利氏營地（Wylie Camp）亦被建立，其為首個於錫安峽谷內成立的露營地。聯合太平洋鐵路公司旗下的猶他州公園公司，於1923年購入了魏利氏營地，並且提供十日程的鐵路或巴士旅程至錫安、布萊斯、凱巴布高原及大峽谷的北緣。錫安小屋群於1925年在魏利氏營地內建成。建築師安德伍（Gilbert Stanley Underwood）將錫安小屋設計為具有「鄉村風格」（Rustic Style）的建築群，而猶他州公園公司則為建設工程提供資金。在1968年，小屋群的主要建築曾因一場大火而被毀，但很快便重建起來。而與之分開的西部小屋則沒受波及，並且被國家史蹟名錄所收錄。
猶他州九號高速公路（Utah State Route 9），別稱錫安－卡梅爾山高速公路，於1927年動工，以為史普林戴爾與長谷（Long Valley）間提供可靠的連接。其於1930年開通，並使公園的探訪率及此地區的旅遊業量大幅提升。此高速公路最著名的特色為長達一點一英里（一點八公里）的錫安－卡梅爾山隧道，在宏偉的沙岩懸崖內，有著六道大型的弓形切口。而其中的之形道路使駕車的人可由隧道通往錫安峽谷底。

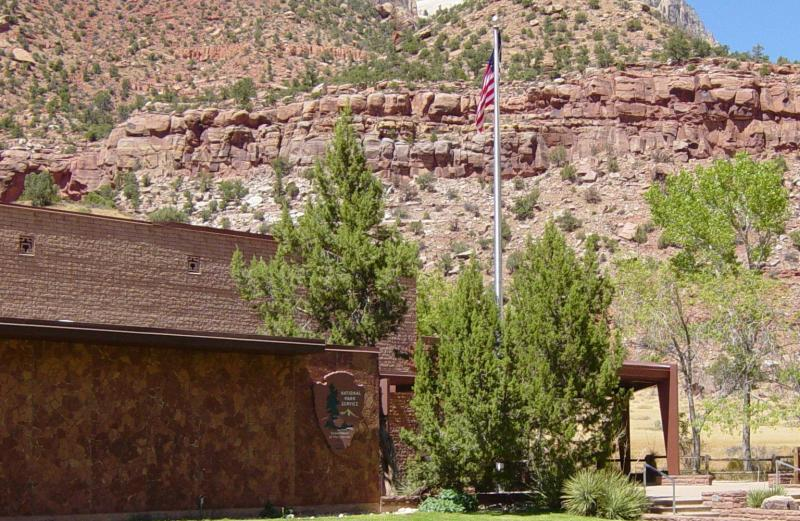
原訪客中心，現為人類歷史博物館

在1896年，本地的農場主約翰·溫德（John Winder）改進了美洲原住民所開辟的至回聲谷（Echo Canyon）的小徑使其可以騎馬至東緣，並達至長谷。此小徑於1925年再度被改進，並成為東緣小徑。與此同時，西緣小徑及女士山小徑(Lady Mountain Trail)亦相繼建成。汽車專用道亦被延展至吸納娃瓦神廟（Temple of Sinawava），而距此一英里遠，亦建有一條通往隘口的小徑。翌年，仙女下凡峰小徑（Angels Landing Trail）及横跨維琴河的兩座吊橋亦建成。而隱藏谷（Hidden Canyon）小徑則於1928年開通。西緣與東緣小徑乃是為騎馬遊客所建，並在建設時炸毀了多處沙岩。
原森林守護所於1920年代在哥洛多成立。而一個真正的訪客中心則於1950年代始建，其面向著維琴的神廟及塔。2000年，公園的設施重新設計，原訪客中心所在處變成一間人類歷史博物館，而訪客中心則遷往南方入口處，並使用太陽能維持運作。
錫安峽谷風景走廊（Zion Canyon Scenic Drive）為遊客提供了一條由史普林戴爾通往錫安峽谷的通道。在1990年代，峽谷隘口處的交通擁塞問題變得極為嚴重，於是一個公共運輸系統於2000年時被引入，其採用以丙烷作為能量來源的區間車。由四月至十月，上錫安峽容的風景走廊並不讓私家車通過，而遊客則須坐搭班次頻密的區間車。這個計劃為上峽谷區重溯了自然的寧靜。
而5英里（8公里）長的科羅布峽谷公路則於1960年代中期落成，為通往公園的科羅布峽谷地區提供了一條風景走廊。

## 地質學

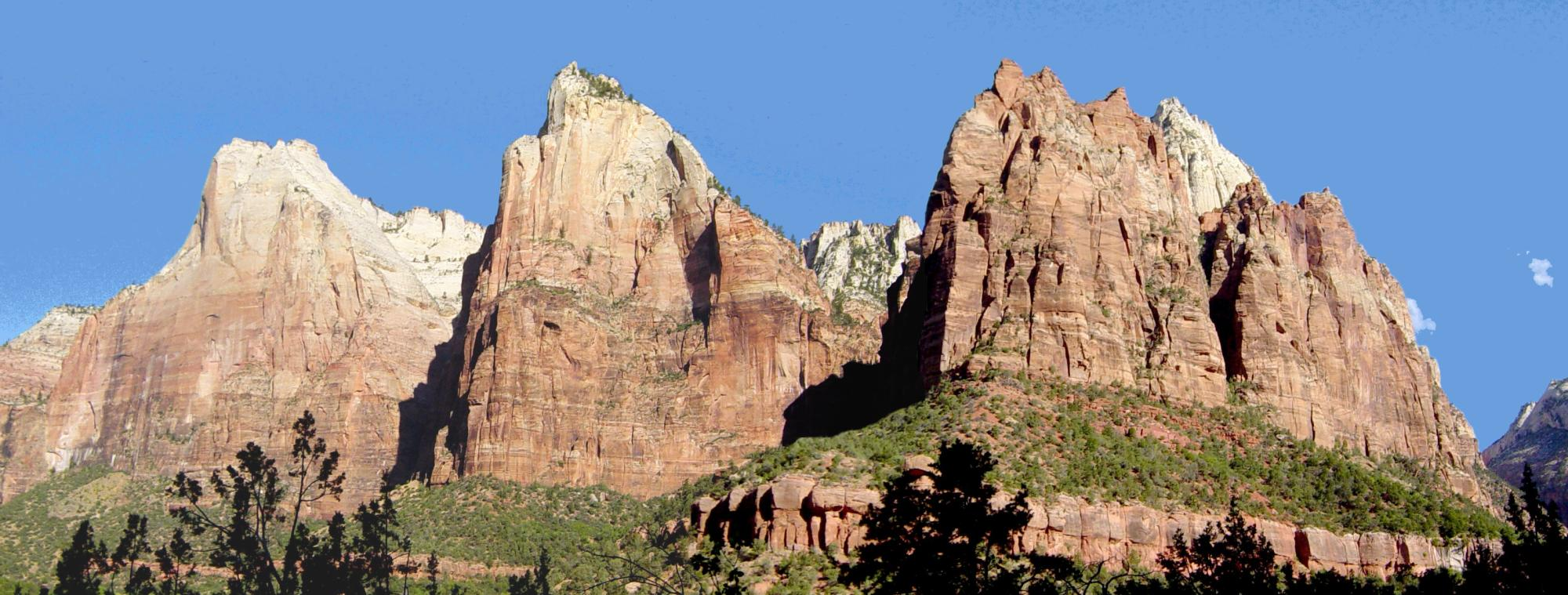
由納瓦霍沙岩演變而成的三聖父（Three Patriarchs）

九種已知的可見於錫安國家公園的暴露岩層皆為一個被稱為大階梯（Grand Staircase）的超連貫岩石單位；其乃因一億五千萬年前的中生代沈積作用而成。錫安地區的暴露岩層是在極相異的環境裡沈積而成的：
- 因暖淺海水的漲退所形成的凱巴布(Kaibab)與孟科匹（Moenkopi）層
- 因小河、池塘及湖泊所形成的秦里（Chinle）、蒙納夫（Moenave）與凱彥塔（Kayenta）層
- 因大型沙漠活動而形成的納瓦霍及寺蓋（Temple Cap）層
- 因乾澡的近岸環境而形成的卡梅爾（Carmel）層

這些岩層緩慢的隆起達過萬英尺（3,000米），因而影響了整個地區，形成了科羅拉多高原。這使古維琴河及其他位於高原上的河流的溪流坡度變得更高。

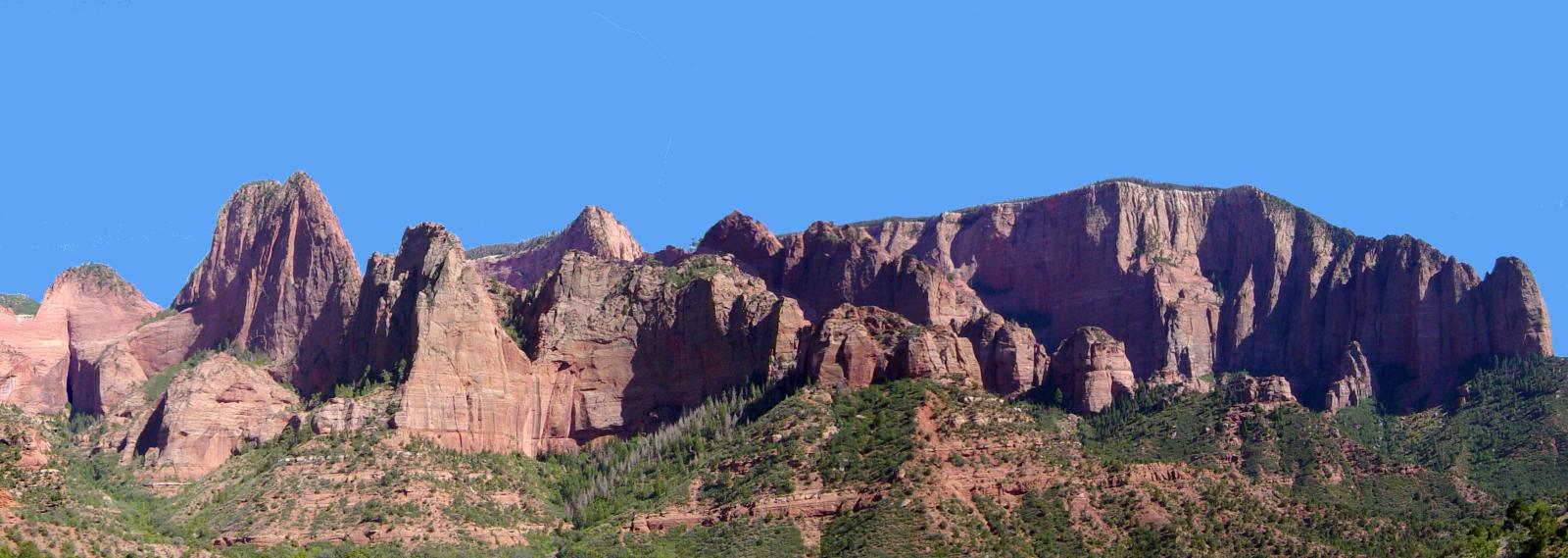
科羅布峽谷乃一組指峽切進科羅布高原。

那些高流速的水流得益於隆起運動所造成的岩石裂縫，得以移除所有新生代的岩層並在高原上切出峽谷。錫安峽谷乃是由維琴河北支流經由此法所切出來的。在此過程的晚期，熔岩運動與火山渣錐覆蓋了部份地區。
雨季的大量雨水向下侵蝕了主峽谷的大部份，並為維琴河帶來了三百萬噸年沙石流量的大部。維琴河主流對其峽谷的侵蝕作用較其支流對本身的河床的侵蝕作用為快，因此支流皆止於與主流相遇之瀑布，此瀑布乃由懸谷所構成。孿生兄弟（Twin Brothers）雙峰間的山谷正是此峽谷最著名的懸谷。
|            | 岩層                                           | 外表                                                                        | 何處可見                                     | 沉積                             | 岩型                                      | 相片 |
| 達科他層   | 懸崖                                           | 馬場山頂                                                                    | 水流                                         | 礫岩及沙岩                       | 達科他沙岩                                |      |
| 卡梅爾層   | 懸崖                                           | 卡梅爾山交接點                                                              | 淺海及海岸沙漠                               | 石灰岩、沙岩及石膏               | 卡梅爾層                                  |      |
| 寺蓋層     | 懸崖                                           | 西寺(West Temple)                                                           | 沙漠                                         | 沙岩                             | 在納瓦霍沙岩上的寺蓋層                    |      |
| 納瓦霍沙岩 | 陡峭的懸崖，達1,600至2,200英尺（490至670米）厚 | 錫安峽谷的高崖：西寺的最高暴露點。棋盤山壁群（Checkerboard Mesa）上的交錯層 | 沙丘覆蓋達150,000平方英里（390,000平方公里） | 沙岩                             | 棋盤山壁群（Checkerboard Mesa）上的交錯層 |      |
| 凱彥塔層   | 石山坡(Rocky slopes)                           | 遍及整個峽谷                                                                | 水流                                         | 粉砂岩及沙岩                     | 凱彥塔層                                  |      |
| 蒙納夫層   | 斜坡及岩棚                                     | 由錫安人類歷史博物館望向紅崖低處                                            | 水流及池塘                                   | 粉砂岩及沙岩                     | Moenave層                                 |      |
| 秦里層     | 紫坡                                           | 在羅克維爾之上                                                              | 水流                                         | 頁岩、疏鬆沈積物及礫岩           | 秦里層                                    |      |
| 孟科匹層   | 灰褐色且帶有白紋的崖                           | 由維琴至羅克維爾的石山坡                                                    | 淺海                                         | 頁岩、粉砂岩、沙岩、泥岩及石灰岩 | 孟科匹層                                  |      |
| 凱巴布層   | 懸崖                                           | 在科羅布峽谷附近的颶風崖(Hurricane Cliffs)                                  | 淺海                                         | 石灰岩                           | 颶風崖/凱巴布層                           |      |

## 生物學

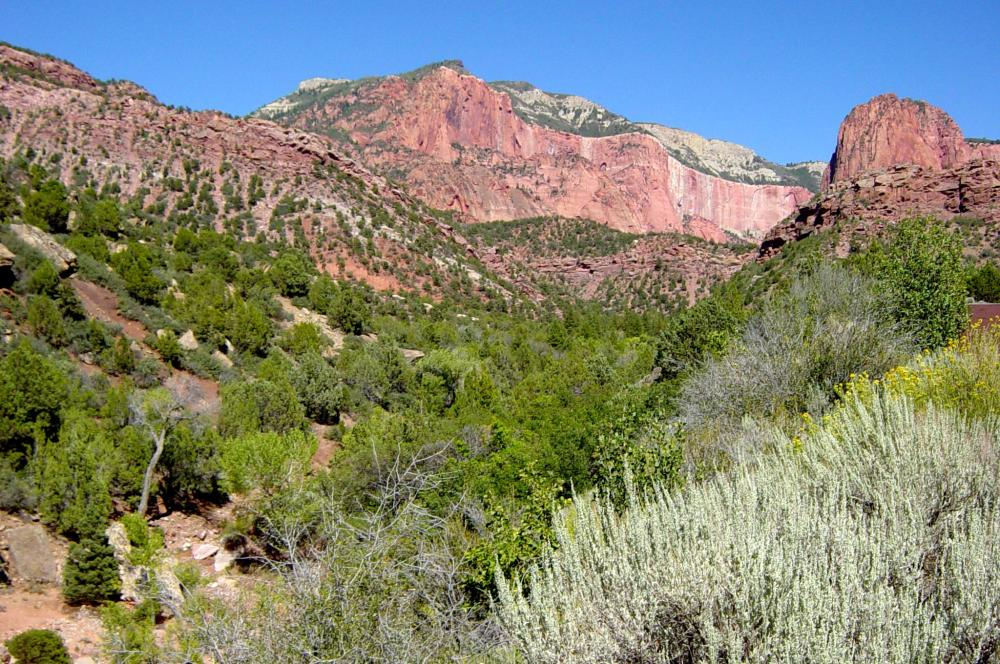
泰萊溪（Taylor Creek），背景為馬場山。沙漠、河岸、林地及針葉林的生態皆示於此圖。

大盆地、莫哈維沙漠及科羅拉多高原於錫安與科羅布峽谷地區滙合。其與變化不斷的峽谷－平頂山丘地的地勢、相異的土壤種類及均衡的水源分佈，為此地區提供了生態多樣性。在1999年，生物家在此公園裡覓得289種鳥類、75種哺乳類、28種爬蟲類、7種渔和6種兩棲類動物。這些生物在公园里的以下四个生物帶處的一处或多处建設其家園：
- 沙漠
- 河岸
- 林地
- 針葉林

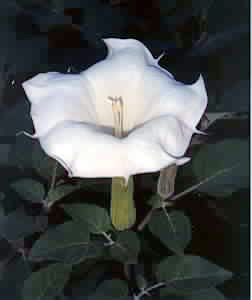
美國曼陀羅花在峽谷底生長並僅於晨昏之際開花。

在峽谷底存在著沙漠化環境及遠離恒常水流的岩棚。北美山艾（Sagebrush）、仙人掌、金花矮灌木，以及美國曼陀羅花和火焰草皆甚為常見於此。釣鐘柳屬（Utah Penstemon）與金菊屬植物亦可以在此覓得。此外，黃芪（Milkvetch）則可見於富硒的凹地土壤裡。常見的日間活動動物包括松鼠、藍頭松鴉（Pinyon Jay）、鞭尾蜥、環蜥蜴，而晚間活動動物則有沙漠棉尾兔（Desert Cottontail）及長耳大野兔。郊狼、灰狐與浣熊則為最上層捕食者。
在約3,900至5,500英尺（1,190至1,680米）的中高坡處，氣候較清涼。在此處，有著由沼澤松（pinyon pine）與杜松共存而成的矮林，其內存在著曼薩尼莎灌木叢、岩薔薇、唐棣、胭脂櫟及絲蘭。在6,000英尺（1,830米）以上的平頂山與懸崖亦生長著西黃松及山楊。

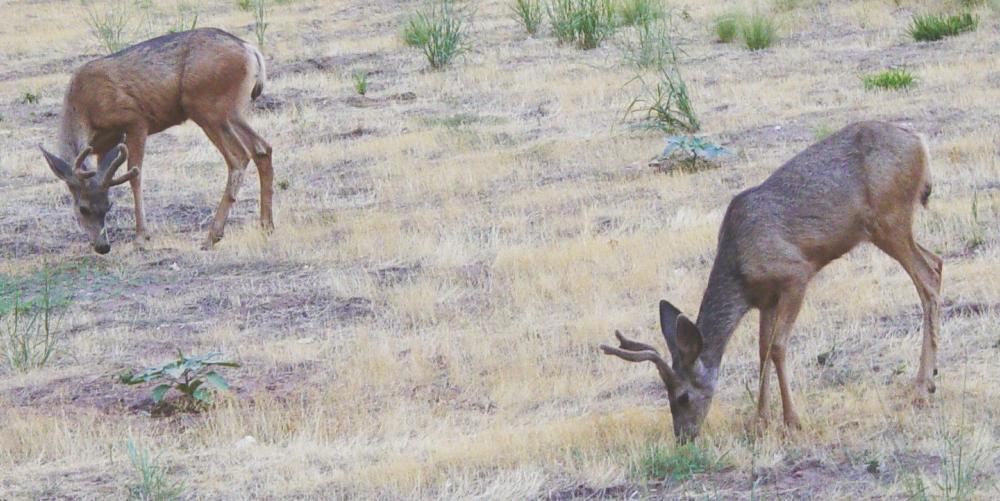
長耳鹿於常此地區吃草，並為最常見於此的巨型動物群。

金鵰、紅尾鵟、遊隼與白喉雨燕皆可見於此。加州兀鷹與大角羊則於1990年代中期重新引入。此外，共有19種蝙蝠居住於此。
白蜡槭、佛利蒙三角葉楊（Fremont Cottonwood）、楓樹和柳樹為主要的河岸植物。動物諸如海狸、法蘭絨嘴吸盤魚（Flannel-mouth Suckers）、蚋鷯（gnatcatcher）、維琴刺鰱（Virgin Spinedace）與水黽皆在河岸一帶建設家園。長耳鹿則在整個公園內尋找植物來食用。

## 活動
遊覽錫安最引人入勝之處是在夏季（4月1日至10月31日期間），經由公園提供的以丙烷作為能量來源的免費區間車由主峽谷上行至吸納娃瓦神廟。宏偉而富色彩的沙岩懸崖巖立在天際。在淡季，遊客則可駕駛私家車通往主峽谷。
駕車經由錫安至布萊斯及大峽谷北緣亦十分受歡迎。這是因為錫安－卡梅爾山隧道十分狹小，致使旅遊巴士需要獲得特別許可並且只可在早上八時與晚上八時間行經隧道。
錫安更為原始的部份則包括科羅布階地及峽谷。錫安峽谷內的哥洛多及科羅布峽谷公路盡頭為僅有的指定野餐地點。

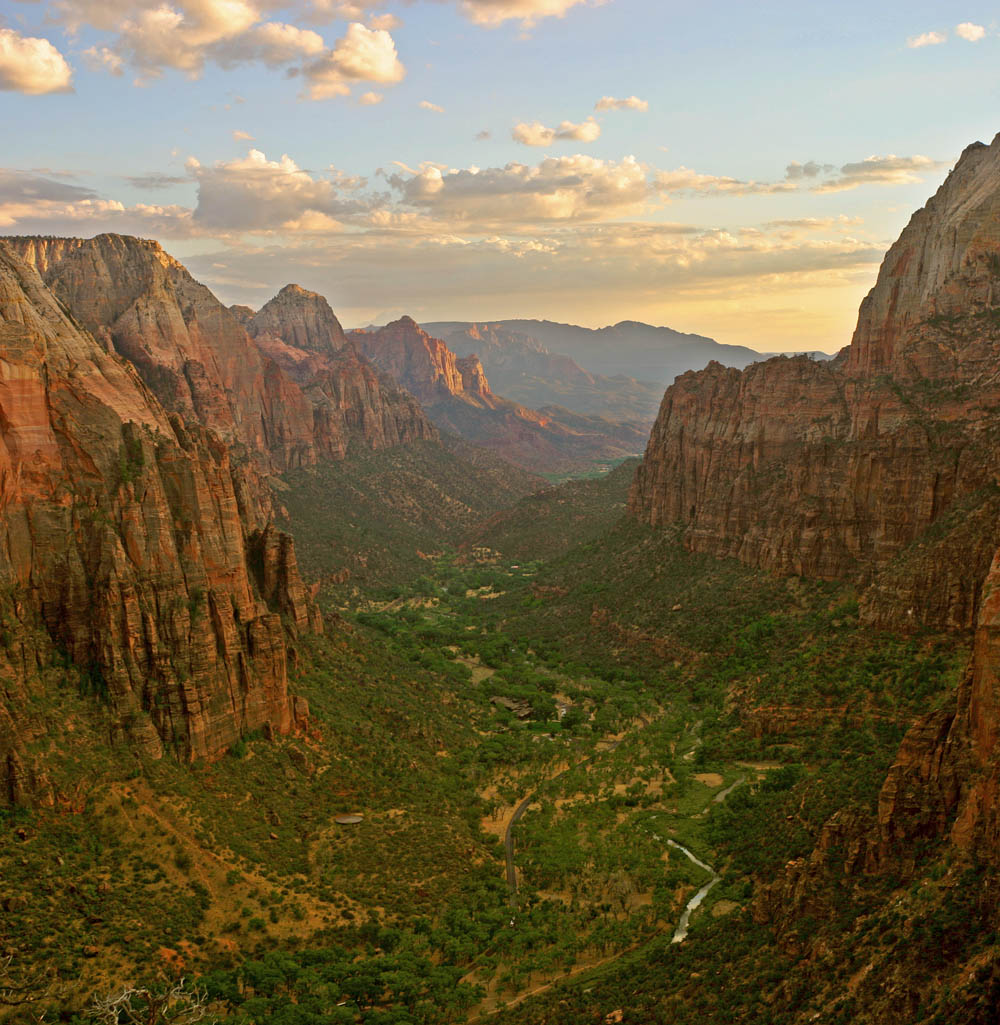
在日落時，由仙女下凡峰頂望向錫安峽谷

在公園內部沒有公路可達之處，則可通由總長超過150英里（240公里）的小徑抵達，這些小徑有專人持續維護。在錫安峽谷內，共有七條受歡迎的，往返時間由半小時（哭泣石，Weeping Rock）至四小時（仙女下凡峰）不等的小徑。而在科羅布峽谷近錫達城的部份，則有兩條受歡迎的小徑，泰萊溪與科羅布拱門，往返時間分別為四小時及九小時。
由吸納娃瓦神廟徒步至隘口是一項頗受歡迎的暑期消遣活動。由頂處徒步至隘口需時約兩天，或一天用上16小時來完成。其他受歡迎的徒步遊程則有西緣小徑及科羅布拱門兩段。
錫安亦為攀石中心，有著很多矮牆，諸如觸金石（Touchstone）、月華拱壁（Moonlight Buttress）、太空火箭（Spaceshot）與浪子壁（Prodigal Son）等，而且皆飽受歡迎。攀石活動無須事前審批，但是若要在岩石上紮營則須於事前申請授權。在春季時部份地區會封禁，以讓猛禽築巢。
錫安是美國人流最多的溯溪中心。受歡迎的路線如派因溪（Pine Creek）及神秘谷（Mystery Canyon）相繼於在1950年代和1960年代開通，並於1982年建成大型排水道。錫安共有50個考驗技術的峽谷，可分類為下攀及繞繩下降兩種。最艱難的峽谷有著很長的隘口及需要索具和特別技巧來逃離的地壺。
公園亦設有錫安小屋，位處通往錫安峽谷的半路上，供遊客留宿。其整年開放，並設有汽車旅館、小屋、餐廳、咖啡館及禮品店，但是房間通常很快便會住滿。此外，公園內亦有三個露營場地：位於錫安峽谷口的南方營地及守夜者營地、在科羅布階地公路中途的熔岩點（Lava Point）的原始營地。守夜者為惟一可以預約的營地，而熔岩點則僅有原始設施，並且通常只於五月至十月間開放。在邊緣地區紥營則需要事前批准。
導遊嚮導的騎馬旅程、自然步行及傍晚活動皆在三月下旬至十一月上旬提供。為六至十二歲兒童而設的少年看守員計劃（Junior Ranger Program）則在美國將士陣亡紀念日至勞工節間於錫安自然中心進行。
在錫安自然中心及較小型的科羅布峽谷訪客中心的看守員會幫助訪客計劃其逗留活動。在中心旁有著一間由錫安自然歷史組織運作的書店，其籍販賣書籍、地圖及紀念品，來資助公園營運。該組織亦運行著錫安人類歷史博
鄰近史普林戴爾的城鎮及錫安公園東邊的宿所皆提供特別服務如住宿、食物及娛樂。